# Pedro Parafita de Bessa
Pedro Parafita de Bessa (Juiz de Fora,  Minas Gerais, 06 de março de 1923 — Belo Horizonte, Minas Gerais, 17 de setembro de 2002) foi um sociólogo e psicólogo brasileiro, figura importante na consolidação da profissão de psicólogo especialmente em Minas Gerais, mas também em todo o Brasil.

## Biografia
Pedro Parafita de Bessa era filho de Antônio Luiz de Bessa (natural de Amarante, Portugal) e Letícia Parafita de Bessa (natural de Juiz de Fora, MG, Brasil). Quando tinha dois anos sua família mudou-se para Itaúna e, quatro anos mais tarde, para a capital do Estado, Belo Horizonte, onde viveu até falecer em 2002, aos 79 anos.
Casou-se em 1953 com Maria Célia de Castro Bessa, com quem teve três filhos: Maria de Fatima de Castro Bessa, Romeu Luiz de Castro Bessa e Maria Letícia de Castro Bessa.

## Vida Profissional
Em 1941, Pedro Parafita de Bessa ingressou na Faculdade de Filosofia da Universidade de Minas Gerais, atual Faculdade de Filosofia e Ciências Humanas da Universidade Federal de Minas Gerais, UFMG, cursando Ciências Sociais, no qual se bacharelou aos 21 anos. Em 1944 matriculou-se no curso de didática, que corresponde ao de Licenciatura atualmente.
Em entrevista, Bessa conta que, naquela época (fim da década de 1930 e década de 1940), só havia duas cadeiras ligadas à Psicologia Educacional na então Faculdade de Filosofia de Minas Gerais: uma no curso de Filosofia e a outra, de Psicologia Educacional, no Curso de Pedagogia e Didática. Assim, no Laboratório de Psicologia da Escola de Aperfeiçoamento de Professoras de Belo Horizonte, Pedro Bessa foi aluno da única turma de Didática da Professora Helena Antipoff, ministrada em 1944 no Curso de Filosofia, e foi ela também a sua orientadora, na primeira pesquisa que realizou sobre "O Conteúdo dos Jornais". Foi, portanto, neste período deu início a sua carreira de pesquisador.
É dessa época que Pedro Bessa reflete: "Entrei para a Faculdade de Filosofia com a ideia de me tornar pesquisador. Fiquei bastante frustrado durante o curso, porque os professores eram pessoas muito competentes do ponto de vista teórico, mas não tinham experiência nem capacidade para orientar pesquisas no seu campo de trabalho. Ao iniciar o curso de Didática, percebi que ali estava alguém [Helena Antipoff] que poderia me ajudar. Vencendo minha timidez, conversei com a professora Helena Antipoff e disse-lhe do meu desejo de ser pesquisador e de tê-la como orientadora." 
Anos depois, Pedro Bessa foi convidado pela direção da Faculdade de Filosofia para ensinar Psicologia Educacional nos cursos de Didática e Pedagogia da Universidade de Minas Gerais. Em 1946 foi técnico em exame da personalidade no Serviço de Orientação e Seleção Profissional - SOSP -, que acabara de ser fundado no Instituto de Educação. Tornou-se diretor no Instituto, ocupando o cargo até 1957.
Em 1956 participou do curso de Psicologia Experimental ministrado pelo professor André Rey no Instituto Superior de Educação Rural - ISER -, em Ibirité, na Fazenda do Rosário. Neste período surgiu a ideia de fundar a Sociedade Mineira de Psicologia e Pedro Parafita estava entre os trinta signatários da Primeira Reunião Preparatória da Sociedade Mineira de Psicologia, realizada no dia 12 de novembro de 1956. Em 1957 a sociedade foi fundada e Pedro eleito Secretário Científico, além de criar o curso de Orientação de Pedagogia da Universidade Católica de Minas Gerais, onde foi o primeiro diretor do Instituto de Psicologia que passou a funcionar em 1959.
No Serviço de Orientação e Seleção Profissional, influenciou uma geração de pesquisadores. Inclusive, o ex-reitor da UFMG, Francisco César de Sá Barreto (reitor de março de 1998 a março de 2002), relata sua experiência no SOSP: "Existia em Belo Horizonte um Serviço de Orientação e Seleção Profissional com o Prof. Pedro Parafita de Bessa, psicólogo da UFMG. Era difícil conseguir vaga, era um processo longo. Escrevi minha biografia e fiz diversos outros testes e atividades." 
Juntamente com Maria Auxiliadora de Souza Brasil e Galeno Procópio de Alvarenga, fundou, em 1963, o Curso de Psicologia, ligado à Faculdade de Filosofia e Ciências Humanas da Universidade Federal de Minas Gerais . O curso de Psicologia da UFMG foi concebido de forma a atender às necessidades da sociedade pelo profissional da Psicologia, profissão regulamentada no país em 1962.
Foi figura importante na regulamentação da profissão do psicólogo no Brasil. Em 1951, participou do XIII Congresso Internacional de Psicologia realizado em Estocolmo, em 1951. Segundo relata o próprio professor Bessa, foi o grupo brasileiro que esteve presente em Estocolmo que iniciou as ações visando a regulamentação da profissão do psicólogo em nosso país.. Antes disso, a profissão não era regulamentada e a atenção à saúde mental podia ser oferecida por qualquer pessoa.
Fez parte da comissão encarregada do registro de psicólogos em 1962, a qual presidia por Lourenço Filho. Foi indicado da lista tríplice para a direção da Faculdade de Filosofia da UFMG em 1967, cargo que ocupou entre fevereiro de 1968 e outubro de 1969. Aposentou-se da universidade em 1969 por motivos políticos. Passou a dedicar-se a psicologia clínica, atendendo em consultório particular.
O Professor Pedro Bessa, como era conhecido, foi uma figura central em um dos episódios mais famosos de resistência durante os anos de ferro da Ditadura militar brasileira: a invasão militar ao prédio da FAFICH, em 1968. Precisamente no dia 5 de outubro de 1968, um sábado, o Professor estava em uma reunião no Conselho Administrativo quando recebeu um telefonema da Secretaria de Segurança, pedindo que se deslocasse para lá. Lá, foi retido por 1 hora. Quando retornou à Faculdade, a encontrou cercada por militares. "Quando cheguei (à Fafich), a Escola estava cercada. Decidi retornar à Secretaria e disse ao Secretário que a sua atitude tinha sido indecente, me tirar do prédio para cercá-lo. O Secretário disse que a polícia não tinha medo de mim, por isso não tinha motivos para me tirar de lá", contou. A partir daí, sucedeu um dia de muitas negociações para que não houvesse a invasão do prédio. O receio do Professor era que ocorresse com a FAFICH o que havia ocorrido em outras invasões no Brasil, com a morte de estudantes no próprio prédio das universidades. Após muitas negociações e uma carta da direção da Fafich negando a existência da reunião clandestina, o cerco foi levantado. Já era noite em Belo Horizonte quando os estudantes começaram a sair do prédio, ainda temerosos de que tudo não passasse de um truque.
O que os registros do episódio não relatam faz parte da história da família: a esposa do Professor Bessa, Maria Célia de Castro Bessa, era também professora da FAFICH à época e estava no prédio lecionando no dia do cerco. O Prof. Bessa negociou a saída dela em segurança, mas ela se recusou a deixar os alunos. Ela dizia que estava dando aula a esse grupo de alunos e que, se os deixasse lá sozinhos, não haveria ninguém para testemunhar por eles afirmando que eles estavam, de fato, tendo aula. Por isso, ela se recusou a sair e permaneceu com seus alunos até que o certo acabasse e todos pudessem sair em segurança.
O Professor Pedro Bessa foi um dos professores afastados da Universidade durante o Regime Militar. A publicação de sua demissão foi publicada no Diário Oficial da União em 16/10/1969, p. 8767.

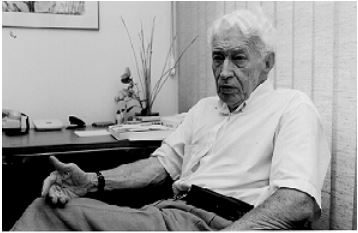
Professor Pedro Parafita de Bessa

Anos depois, ministrou Aula Inaugural dos Cursos da UFMG, proferida em 14/03/1990, abordando o tema "A trajetória da Faculdade de Filosofia da Universidade Federal de Minas Gerais: uma experiência humanística em tempos de crise". Na oportunidade, o Professor Bessa relembrou o evento e refletiu: "Não fui eu, que na época tinha a honra de ser o Diretor da Escola, que resisti. Foi a escola, professores, alunos e funcionários".
Professor Bessa nunca pediu revisão de sua aposentadoria compulsória decretada em 1969 quando dirigia a Fafich. Em vez de recorrer à anistia, preferiu o protesto: "Já tinha refeito minha vida profissional e sabia que ainda havia presos políticos. De que adiantaria resolver a minha situação, se aqueles que foram os mais atingidos continuavam nas mãos dos militares?" 
Em depoimento à obra dedicada à memória institucional da Universidade Federal de Minas Gerais, o ex-reitor Gerson de Britto Mello Boson relata como tomou conhecimento de que o nome do Prof. Bessa constava da lista de professores que sofreriam punições com base nos atos institucionais. Boson recorda ter argumentado com o então Ministro da Educação, Tarso de Morais Dutra, que "o Prof. Bessa não era um homem de esquerda, era um homem equilibrado, um homem até com formação pedagógica americana liberal, franco e sincero e que, naquela época, andava muito doente". O Ministro explicou então que não poderia interferir no caso, porque o Presidente Costa e Silva estava para propor uma nova Constituição para o País, e os militares pretendiam "limpar" as áreas universitárias.
Prof. Bessa participou da estruturação de vários cursos de Psicologia no Estado de Minas Gerais, inclusive o Curso de Psicologia da Pontifícia Universidade Católica de Minas Gerais, do qual foi o primeiro Diretor.